# 4475 Voitkevich
A 4475 Voitkevich (ideiglenes jelöléssel 1982 UQ5) a Naprendszer kisbolygóövében található aszteroida. Ljudmila Georgijevna Karacskina fedezte fel 1982. október 20-án.